# Janvier 2011 en sport
Cette page concerne l'actualité sportive du mois de Janvier 2011

## Faits marquants

### Samedi1erjanvier
- Football : Finale de la Coupe du Japon 2010 au Stade olympique (Tōkyō). Kashima Antlers remporte sa quatrième Coupe de l'Empereur en s'imposant 2-1 face à Shimizu S-Pulse[1].

- Football américain : 
  - Rose Bowl au Rose Bowl Stadium à Pasadena (Californie). Horned Frogs de TCU 21-19 Badgers du Wisconsin[2].
  - Fiesta Bowl à Glendale (Arizona) au University of Phoenix Stadium. Sooners de l'Oklahoma 48-20 Huskies du Connecticut[3].

- Saut à ski : Tournée des quatre tremplins : le Suisse Simon Ammann remporte le concours de Garmisch-Partenkirchen en Allemagne[4]. Après deux des quatre étapes de la tournée, l'Autrichien Thomas Morgenstern est leader du classement général.

### Dimanche2 janvier
- Football américain : Les Seahawks de Seattle accrochent le dernier ticket pour les séries éliminatoires en NFL[5].

- Ski alpin : En Coupe du monde, le Croate Ivica Kostelić enlève le slalom parallèle disputé à Munich en Allemagne[6]. Chez les féminines, la Suédoise Maria Pietilä Holmner s'impose[7].

### Lundi3 janvier
- Football américain : Orange Bowl au Sun Life Stadium à Miami (Floride). Virginia Tech Hokies 12-40 Stanford Cardinal[8].

- Saut à ski : Tournée des quatre tremplins : l'Autrichien Thomas Morgenstern remporte le concours d'Innsbruck en Autriche. Après trois des quatre étapes de la tournée, Morgenstern conforte sa place de leader du classement général[9].

### Mardi4 janvier
- Football américain : Sugar Bowl au Louisiana Superdome à La Nouvelle-Orléans (Louisiane). Buckeyes d'Ohio State 31-26 Razorbacks de l'Arkansas[10].

- Ski alpin : En Coupe du monde, l'Autrichienne Marlies Schild remporte le slalom de Zagreb (Croatie) devant l'Allemande Maria Riesch[11]. Schild domine le classement général du slalom tandis que Riesch est leader pour le gros globe de cristal.

### Mercredi5 janvier
- Baseball : Roberto Alomar et Bert Blyleven sont élus au Temple de la renommée du baseball[12].

- Biathlon : En Coupe du monde à Oberhof, l'Allemagne remporte à domicile le relais 4 × 7,5 km[13].

- Hockey sur glace : Finale du Championnat du monde junior à l'HSBC Arena de Buffalo (New York). Canada 3-5 Russie[14].

### Jeudi6 janvier
- Biathlon : Coupe du monde à Oberhof. La Suède s'impose sur le relais 4 × 6 km féminin[15].

- Saut à ski : Tournée des quatre tremplins. Le Norvégien Tom Hilde enlève la dernière étape de la tournée à Bischofshofen (Autriche). Deuxième dernière Hilde, l'Autrichien Thomas Morgenstern gagne pour la première fois de sa carrière le classement général de la tournée[16].

- Ski alpin : Coupe du monde. Le Suédois André Myhrer remporte le Slalom masculin de Zagreb (Croatie)[17].

### Vendredi7 janvier
- Biathlon : Coupe du monde à Oberhof. Le Norvégien Tarjei Bø remporte le 10 km sprint. Bø consolide sa place de leader de la Coupe du monde[18].

- Cricket : L'Angleterre gagne The Ashes face à l'Australie par trois victoires pour une défaite[19].

- Football américain : Cotton Bowl au Cowboys Stadium à Arlington (Texas). Tigers de LSU - Aggies du Texas.

### Samedi8 janvier
- Biathlon : Coupe du monde à Oberhof. La Norvégienne Ann Kristin Flatland remporte le 7,5 km sprint féminin[20].

- Combiné nordique : Coupe du monde. L'Autrichien Felix Gottwald gagne l'épreuve de Schonach (Allemagne)[21].

- Football américain : Play-offs de la NFL. En NFC, les Seahawks de Seattle éliminent les tenants du titre, les Saints de La Nouvelle-Orléans (41-36) [22]. En AFC, les Jets de New York sortent les Colts d'Indianapolis (17-16)[23].

- Saut à ski : Coupe du monde. L'Autrichien Martin Koch remporte le premier concours de Harrachov (République tchèque)[24].

- Ski alpin : Coupe du monde. 
  - Le Français Cyprien Richard remporte le premier Géant masculin de sa carrière à Adelboden (Suisse) en terminant dans le même temps que Aksel Lund Svindal[25].
  - L'Américaine Lindsey Vonn enlève la descente de Zauchensee (Autriche)[26].

- Tennis : 
  - Les États-Unis gagnent la Hopman Cup 2011 en écartant en finale la Belgique (2 victoires, 1 défaite)[27].
  - Le Suisse Roger Federer remporte l'Open de Doha[28].
  - La Tchèque Petra Kvitová enlève l'Open de Brisbane[29].
  - La Hongroise Gréta Arn gagne le Classic d'Auckland[30].

### Dimanche9 janvier
- Biathlon : Coupe du monde à Oberhof. Le Norvégien Tarjei Bø remporte le 15 km[31].

- Football américain : Séries éliminatoires de la NFL. AFC : Ravens de Baltimore 30-7 Chiefs de Kansas City. NFC : Packers de Green Bay 21-16 Eagles de Philadelphie[32].

- Golf : 
  - PGA Tour. L'Américain Jonathan Byrd remporte le Tournoi des Champions Hyundai[33].
  - Tour européen PGA. Le Sud-Africain Louis Oosthuizen gagne l'Open d'Afrique[34].

- Saut à ski : Coupe du monde. L'Autrichien Thomas Morgenstern gagne le deuxième concours d'Harrachov (République tchèque)[35].

- Ski alpin : Coupe du monde. 
  - Le Croate Ivica Kostelić remporte le slalom d'Adelboden (Suisse)[36].
  - La Suissesse Lara Gut enlève le Super-G de Zauchensee (Autriche)[37].

- Tennis : 
  - Le Suédois Robin Söderling gagne l'Open de Brisbane[38].
  - Le Suisse Stanislas Wawrinka remporte l'Open de Chennai[39].

### Lundi10 janvier
- Football : L'Argentin Lionel Messi reçoit le Ballon d'or, trophée récompensant le meilleur joueur de l'année, pour la deuxième fois d'affilée[40].

- Football américain : BCS National Championship Game à Glendale (Arizona). Ducks de l'Oregon 19-22 Tigers d'Auburn[41].

### Mardi11 janvier
- Ski alpin : Coupe du monde. L'Allemande Maria Riesch et la Finlandaise Tanja Poutiainen terminent premières ex æquo du slalom féminin de Flachau (Autriche)[42].

### Mercredi12 janvier
- Biathlon : En Coupe du monde à Ruhpolding (Allemagne), le Norvégien Emil Hegle Svendsen remporte le 20 km[43].

- Football En amical  L'équipe du Mali gagne pour la première fois contre L'équipe de Brésil

### Jeudi13 janvier
- Biathlon : En Coupe du monde à Ruhpolding (Allemagne), la Russe Olga Zaitseva remporte le 15 km féminin[44].

- Handball : Ouverture du Championnat du monde masculin.

### Vendredi14 janvier
- Biathlon : Coupe du monde à Ruhpolding (Allemagne). Le Norvégien Lars Berger s'impose sur le 10 km sprint masculin[45].

- Combiné nordique : En Coupe du monde, la Norvège enlève le relais de Seefeld (Autriche)[46].

- Ski alpin : Coupe du monde. Le Croate Ivica Kostelić gagne le combiné masculin à Wengen (Suisse)[47].

- Tennis : La Chinoise Li Na remporte les Internationaux de Sydney[48].

### Samedi15 janvier
- Athlétisme : Lors du meeting de saut à la perche Capitale perche, Renaud Lavillenie réalise la meilleure performance mondiale de l'année avec 5,92 m et échoue par trois fois à 6,02 m[49].

- Biathlon : Coupe du monde à Ruhpolding (Allemagne). La Norvégienne Tora Berger enlève le 7,5 km sprint féminin[50].

- Combiné nordique : Coupe du monde. Le Français Jason Lamy-Chappuis remporte le gundersen de Seefeld (Autriche) et reprend la tête de la Coupe du monde[51].

- Escrime : Coupe du monde à Legnano en Italie. L'épéiste allemand Martin Schmitt remporte cette épreuve inaugurale de la saison[52].

- Judo : La Française Gévrise Émane remporte les Masters mondial de judo dans la catégorie des -63 kg[53].

- Football américain : Séries éliminatoires de Division de la NFL. 
  - AFC : Steelers de Pittsburgh 31-24 Ravens de Baltimore[54].
  - NFC : Packers de Green Bay 48-21 Falcons d'Atlanta[55].

- Saut à ski : En Coupe du monde, l'Allemand Severin Freund remporte le premier concours de Sapporo (Japon)[56].

- Ski acrobatique : Coupe du monde.
  - Le Canadien Alexandre Bilodeau s'impose en Bosses parallèles masculin[57].
  - La Canadienne Justine Dufour-Lapointe gagne en Bosses parallèles féminin[57].

- Ski alpin : Coupe du monde. L'Autrichien Klaus Kröll gagne la descente de Wengen (Suisse)[58].

- Ski de fond : Coupe du monde à Liberec (République tchèque).
  - Le Norvégien Ola Vigen Hattestad remporte le Sprint style libre.
  - L'Américaine Kikkan Randall gagne le Sprint style libre féminin[59].

- Snowboard : Championnats du monde à La Molina (Espagne). Le Finlandais Petja Piiroinen remporte l'épreuve de big air[60].

- Tennis : 
  - Le Français Gilles Simon remporte le 8e titre de sa carrière sur le circuit ATP en s'imposant dans le Tournoi de Sydney[61].
  - L'Espagnol David Ferrer gagne l'Open d'Auckland[62].
  - L'Australienne Jarmila Groth remporte les Internationaux d'Hobart[63].

### Dimanche16 janvier
- Biathlon : Coupe du monde à Ruhpolding (Allemagne).
  - Le Suédois Björn Ferry remporte le 12,5 km poursuite masculin[64].
  - La Norvégienne Tora Berger enlève le 10 km poursuite féminin[65].

- Combiné nordique : Coupe du monde. Le Norvégien Magnus Moan gagne le deuxième concours de Seefeld (Autriche)[66].

- Escrime : Coupe du monde à Legnano en Italie. L'équipe de Hongrie remporte le tournoi d'épée par équipes[67].

- Football américain : Séries éliminatoires de Division de la NFL. 
  - NFC : Seahawks de Seattle 25-35 Bears de Chicago[68].
  - AFC : Jets de New York 28-21 Patriots de la Nouvelle-Angleterre[69].

- Golf : 
  - PGA Tour. L'Américain Mark Wilson remporte le Sony Open d'Hawaï[70].
  - Tour européen PGA. Le Sud-Africain Charl Schwartzel s'impose au Joburg Open[71].

- Hockey sur glace : Les Biélorusses du HK Iounost Minsk remportent à domicile la Coupe Continentale (C2 Européenne)[72].

- Judo : 
  - La Française Lucie Décosse remporte les Masters mondial de judo dans la catégorie des -70 kg[73].
  - Le Français Teddy Riner remporte les Masters mondial de judo dans la catégorie des +100 kg[74].

- Rallye raid : Rallye Dakar. L'Espagnol Marc Coma (KTM) s'impose en moto, le Qatarien Nasser Al-Attiyah (Volkswagen) gagne chez les autos et l'équipage russe mené par Vladimir Chagin (KamAZ) enlève le classement des camions[75].

- Saut à ski : Coupe du monde. L'Autrichien Andreas Kofler remporte le deuxième concours de Sapporo (Japon)[76].

- Short-track : Fin des Championnats d'Europe à Heerenveen (Pays-Bas). Le Français Thibaut Fauconnet domine les compétitions masculines en remportant les quatre épreuves individuelles et le classement combiné[77]. L'Italienne Arianna Fontana enlève quatre titres continentaux féminins[78].

- Ski acrobatique : Coupe du monde.
  - La Française Ophélie David s'impose en skicross aux Contamines (France)[79].
  - Le Canadien Christopher Delbosco s'impose en skicross aux Contamines (France)[80].
  - Le Biélorusse Anton Kushnir remporte le concours masculin de sauts à Mont-Gabriel (Canada).
  - La Chinoise Xu Mengtao s'impose dans le concours féminin de sauts à Mont-Gabriel (Canada).

- Ski alpin : Coupe du monde. Le Croate Ivica Kostelić enlève le slalom masculin à Wengen (Suisse)[81].

- Ski de fond : Coupe du monde à Liberec (République tchèque). La Norvège s'impose chez les hommes et chez les femmes dans les épreuves de sprint par équipe classique[82].

### Lundi17 janvier
- Tennis : Ouverture de l'Open d'Australie, première levée du Grand Chelem de tennis.

### Mardi18 janvier
- Cyclisme sur route : Ouverture de la saison UCI World Tour avec le début de la course à étapes du Tour Down Under[83]. L'Australien Matthew Goss (HTC-Highroad) est le premier vainqueur de l'année[84].

- Snowboard : Championnats du monde à La Molina (Espagne). 
  - L'Australien Alex Pullin enlève l'épreuve de snowboardcross[85].
  - L'Américaine Lindsey Jacobellis remporte l'épreuve de snowboardcross féminin[86].

### Mercredi19 janvier
- Rallye : Début du Rallye automobile Monte-Carlo (IRC) qui célèbre son centenaire[87].

- Snowboard : Championnats du monde à La Molina (Espagne). 
  - L'Autrichien Benjamin Karl remporte le Slalom géant parallèle masculin[88].
  - La Russe Alena Zavarzina gagne le Slalom géant parallèle féminin[88].

### Jeudi20 janvier
- Biathlon : Coupe du monde à Antholz/Anterselva (Italie). Le Russe Anton Shipulin remporte le sprint 10 km masculin[89].

- Snowboard : Championnats du monde à La Molina (Espagne). 
  - L'Australien Nathan Johnstone gagne le concours de half-pipe masculin[90].
  - L'Australienne Holly Crawford s'impose dans le concours de half-pipe féminin[90].

### Vendredi21 janvier
- Biathlon : Coupe du monde à Antholz/Anterselva (Italie). La Norvégienne Tora Berger enlève le Sprint 7,5 km féminin[91].

- Cyclisme sur piste : Coupe du monde à Pékin (Chine). L'équipe de France composée de Michaël D'Almeida, François Pervis et Kévin Sireau remporte l'épreuve de vitesse par équipe[92]. Chez les féminines, la Chine s'impose.

- Football : 
  - Coupe d'Asie des nations au Qatar, quarts de finale.
    - Qatar 2-3 Japon
    - Ouzbékistan 2-1 Jordanie

  - Coupe UNCAF des nations au Panama, demi-finales.
    - Panama 1-1* Costa Rica. Le Costa Rica se qualifie aux tirs au but : 4-2.
    - Honduras 2-0 Salvador

- Saut à ski : Coupe du monde. Le Polonais Adam Małysz remporte le premier des trois concours de Zakopane (Pologne)[93].

- Ski acrobatique : 
  - Coupe du monde à Kreischberg (Autriche). 
    - Le Français Xavier Bertoni remporte l'épreuve de half-pipe[94].
    - La Canadienne Rosalind Groenewoud s'impose dans le concours de half-pipe féminin[95]

  - Coupe du monde à Lake Placid (États-Unis). 
    - Le Chinois Guangpu Qi enlève le councours de sauts[96].
    - Chez les féminines, l'Américaine Ashley Caldwell remporte l'épreuve de sauts[97].

- Ski alpin : Coupe du monde. 
  - Le Croate Ivica Kostelić remporte le Super G masculin à Kitzbühel (Autriche). C'est la première fois en carrière que Kostelić s'impose sur un Super G de la Coupe du monde[98].
  - L'Américaine Lindsey Vonn gagne le Super G féminin à Cortina d'Ampezzo (Italie)[99].

- Snowboard : Championnats du monde à La Molina (Espagne). Les Slaloms parallèles masculin et féminin sont reportés en raison de vents violents[100].

### Samedi22 janvier
- Biathlon : Coupe du monde à Antholz/Anterselva (Italie). 
  - Le Français Martin Fourcade enlève l'épreuve de départ en ligne 15 km[101].
  - La Russie gagne le relais féminin 4 × 6 km[102].

- Combiné nordique : Coupe du monde. L'Autrichien David Kreiner remporte le premier concours de Chaux-Neuve (France)[103].

- Football : 
  - Coupe d'Asie des nations au Qatar, quarts de finale.
    - Australie 1-0 Irak
    - Iran 0-1 Corée du Sud

- Korfbal : Coupe d'Europe à Budapest (Hongrie). La formation néerlandaise de Koog Zaandijk s'impose en finale sur les Belges du Royal Scaldis SC.

- Saut à ski : Coupe du monde. Le Suisse Simon Ammann remporte le deuxième des trois concours de Zakopane (Pologne)[104].

- Ski acrobatique : Coupe du monde à Lake Placid (États-Unis). 
  - Le Français Guilbaut Colas enlève le concours de bosses et reprend la tête au classement provisoire de la Coupe du monde de ski acrobatique[105].
  - L'Américaine Hannah Kearney s'impose sur le concours féminin  de bosses[106].

- Ski alpin : Coupe du monde. 
  - Le Suisse Didier Cuche remporte la descente de Kitzbühel (Autriche) pour la quatrième fois, égalant ainsi le record de l'Autrichien Franz Klammer[107].
  - L'Allemande Maria Riesch enlève la descente de Cortina d'Ampezzo (Italie)[108].

- Ski de fond : Coupe du monde à Otepää (Estonie).
  - Le Norvégien Eldar Rønning s'impose sur le 15 km style classique[109].
  - La Norvégienne Marit Bjørgen gagne le 10 km style classique féminin[110].

- Snowboard : Championnats du monde à La Molina (Espagne). 
  - L'Autrichien Benjamin Karl gagne le slalom parallèle[111].
  - La Norvégienne Hilde-Katrine Engeli s'impose sur le slalom parallèle féminin[111].
  - Le Belge Seppe Smits remporte le concours en slopestyle[112].
  - La Finlandaise Enni Rukajarvi enlève le concours féminin en slopestyle[113].

### Dimanche23 janvier
- Baseball : Les Toros del Este sont champions de la Ligue dominicaine de baseball hivernal[114].

- Biathlon : Coupe du monde à Antholz/Anterselva (Italie). 
  - L'Allemagne remporte le relais masculin de 4 × 7,5 km[115].
  - La Norvégienne Tora Berger s'impose dans l'épreuve féminine de départ en ligne 12,5 km[116].

- Combiné nordique : Coupe du monde. Le Français et leader provisoire de la Coupe du monde Jason Lamy-Chappuis remporte le deuxième concours de Chaux-Neuve (France)[117].

- Cyclisme sur piste : Coupe du monde à Pékin (Chine). 
  - Le Français Kévin Sireau remporte l'épreuve masculine de vitesse individuelle[118].
  - Le Français François Pervis remporte l'épreuve masculine du kilomètre[119].
  - La Française Clara Sanchez remporte l'épreuve féminine du Keirin[120].

- Cyclisme sur route : L'Australien Cameron Meyer (Garmin-Cervélo) gagne le Tour Down Under.

- Football : Le Honduras remporte la Coupe UNCAF des nations en s'imposant 2-1 en finale face au Costa Rica.

- Football américain : Finales de conférences de la NFL. 
  - NFC : Packers de Green Bay 21-14 Bears de Chicago[121].
  - AFC : Steelers de Pittsburgh 24-19 Jets de New York[122].

- Golf : 
  - PGA Tour. Le Vénézuélien Jhonattan Vegas gagne la Classique Bob Hope après un barrage à trois[123].
  - Tour européen PGA. L'Allemand Martin Kaymer remporte l'Abu Dhabi Golf Championship[124].

- Saut à ski : Coupe du monde. Le Polonais Kamil Stoch remporte le dernier des trois concours de Zakopane (Pologne)[125].

- Ski acrobatique : Coupe du monde à Lake Placid (États-Unis). 
  - Comme la veille, le Français Guilbaut Colas remporte le concours de bosses[126].
  - L'Américaine Hannah Kearney enlève le concours féminin de bosses.

- Ski alpin : Coupe du monde. 
  - Le Français Jean-Baptiste Grange remporte le slalom de Kitzbühel (Autriche)[127].
  - Le Croate Ivica Kostelić gagne le combiné de Kitzbühel (Autriche)[128]
  - L'Américaine Lindsey Vonn enlève le Super-G féminin de Cortina d'Ampezzo (Italie)[129].

- Ski de fond : Coupe du monde à Otepää (Estonie).
  - Le Norvégien Eirik Brandsdal s'impose dans l'épreuve masculine de sprint en style classique[130].
  - La Slovène Petra Majdič gagne l'épreuve féminine de sprint en style classique[131].

### Mardi25 janvier
- Ski alpin : Coupe du monde. Slalom masculin à Schladming (Autriche).Le Français Jean-Baptiste Grange remporte le slalom de Schladming (Autriche)[132].

### Mercredi26 janvier
- Cyclisme sur route : L'Espagnol Alberto Contador est suspendu pendant un an par la Fédération royale espagnole de cyclisme pour dopage[133].

### Jeudi27 janvier
- Patinage artistique : Championnats d'Europe à Berne en Suisse. Les Allemands Aljona Savchenko et Robin Szolkowy remportent l'épreuve de couples[134].

- Sport extrême : X Games à Aspen (Colorado) aux États-Unis.
  - La Canadienne Kaya Turski remporte l'épreuve féminine de slopestyle[135].
  - Le Suédois Daniel Bodin s'impose en freestyle snowmobile[136].
  - La Canadienne Sarah Burke gagne l'épreuve de ski en superpipe[137].

- Tennis : En s'imposant 3-6, 7-5, 6-3 face à la danoise Caroline Wozniacki en demi-finale de l'Open d'Australie 2011, Li Na devient la première joueuse chinoise à se qualifier en finale d'un tournoi de grand chelem[138].

- Universiade : Ouverture de la 25e Universiade d'hiver à Erzurum en Turquie.

### Vendredi28 janvier
- Baseball : 
  - Les Indios del Bóer remportent le Championnat du Nicaragua[réf. souhaitée].
  - Les Criollos de Caguas remportent le Championnat de Porto Rico[139].

- Handball : Demi-finales du Championnat du monde de handball masculin.
  - Suède 26-29 France[140]
  - Danemark 28-24 Espagne[141]

- Patinage artistique : Championnats d'Europe à Berne en Suisse. Les Français Nathalie Péchalat et Fabian Bourzat remportent le titre européen en danse sur glace[142].

- Sport extrême : X Games à Aspen (Colorado) aux États-Unis.
  - Le Français Kevin Rolland enlève l'épreuve masculine de ski en superpipe. Rolland remporte ainsi son deuxième titre consécutif aux X Games dans cette discipline[143].
  - L'Américain Scotty Lago s'impose en snowboard best method masculin[144].
  - L'Américain Joe Parsons gagne en snowmobile Speed & Style masculin[145].
  - Le Norvégien Torstein Horgmo s'impose en snowboard big air masculin[146].

### Samedi29 janvier
- Baseball : Les Yaquis de Obregón sont champions de la Ligue mexicaine du Pacifique[147].

- Escrime : Coupe du monde à Paris en France. Le Français Erwann Le Péchoux remporte le concours individuel de fleuret masculin[148].

- Football : 
  - Sur un but de Tadanari Lee en prolongation (109e minute), le Japon s'impose en finale de la Coupe d'Asie des nations contre l'Australie (1-0). C'est le quatrième titre continental pour les Japonais[149].
  - Au Mans, en France, inauguration du stade de football du Mans FC, MMArena[150]. Cette enceinte de 25 000 places est le premier stade français utilisant le naming[151].
  - Le Tout Puissant Mazembe remporte pour la deuxième fois consécutive la Supercoupe de la CAF en s'imposant face au FAR de Rabat à Lubumbashi (0-0, 9 tirs au but à 8)[152].

- Luge : Championnats du monde à Cesana (Italie).
  - L'Italien Armin Zöggeler remporte son sixième titre mondial en monoplace masculine[153].
  - L'Allemande Tatjana Hüfner gagne son troisième titre mondial en monoplace féminine[154].

- Patinage artistique : Championnats d'Europe à Berne en Suisse. 
  - Chez les dames, la Suissesse Sarah Meier enlève le titre[155].
  - Chez les hommes, le Français Florent Amodio remporte le titre[156].

- Saut à ski : Coupe du monde. L'Autriche remporte le concours par équipes de Willingen (Allemagne)[157].

- Ski acrobatique : 
  - Coupe du monde à Grasgehren (Allemagne).
    - L'Autrichien Andreas Matt s'impose en Skicross masculin[158].
    - La Suédoise Anna Holmlund s'impose en Skicross féminin[158].

  - Coupe du monde à Calgary (Canada).
    - Le Canadien Mikaël Kingsbury gagne l'épreuve de bosses hommes[159].
    - L'Américaine Hannah Kearney s'impose en Bosses femmes[160].
    - Le Canadien Warren Shouldice remporte le concours masculin de sauts[161].
    - La Chinoise Cheng Shuang gagne le concours féminin de sauts[162].

- Ski alpin : Coupe du monde. 
  - Le Suisse Didier Cuche enlève la descente masculine de Chamonix (France) sur la Verte des Houches[163].
  - La descente féminine à Sestrières (Italie) est reportée au lendemain en raison du brouillard[164].

- Sport extrême : X Games à Aspen (Colorado) aux États-Unis.
  - L'Américain Nick Baumgartner Snowboard Snowboarder X masculin[165].
  - L'Américaine Lindsey Jacobellis s'impose en Snowboard Snowboarder X féminin[166].
  - L'Américain Sammy Carlson gagne en Ski Slopstyle masculin[167].
  - Le Canadien Nic Sauve s'impose en Snowboard Street masculin[168].
  - L'Américaine Kelly Clark gagne en Snowboard en superpipe féminin[169].
  - L'Américain Alex Schlopy s'impose en Ski Big Air masculin[170].

- Tennis : 
  - Finale du tableau simple dames de l'Open d'Australie. La Belge Kim Clijsters (3) remporte son premier Open d'Australie en s'imposant en finale 6-3, 3-6, 6-3 face à la Chinoise Li Na (9)[171].
  - Finale du tableau double messieurs de l'Open d'Australie. Les jumeaux américains Bob et Mike Bryan s'imposent 6-3, 6-4 face aux Indiens Mahesh Bhupathi et Leander Paes[172].

- Voile : Coupe du monde de voile olympique à Miami aux États-Unis.
  - Les Françaises Ingrid Petitjean et Nadège Douroux remportent l'épreuve dans la catégorie des 470 féminins[173].
  - Les Françaises Claire Leroy, Élodie Bertrand et Marie Riou remportent l'épreuve de Match racing féminine dans la catégorie des Elliott 6m[174].

### Dimanche30 janvier
- Bandy : Championnat du monde à Kazan (Russie). La Russie gagne le titre en écartant en finale la Finlande (6-1)[175].

- Baseball : Les Caribes de Anzoátegui sont champions de la Ligue vénézuélienne[176].

- Cyclo-cross : Championnats du monde.
  - En Élites hommes, le Tchèque Zdeněk Štybar conserve son titre[177].
  - En Élites femmes, la Néerlandaise Marianne Vos remporte son quatrième titre[178].

- Cyclisme sur route : 
  - Le Français Jérémy Roy (FDJ) remporte le Grand Prix d'ouverture La Marseillaise (UCI Europe Tour), première épreuve de la Coupe de France[179].
  - L'italien Daniele Pietropolli (Lampre-ISD) remporte le Tour de la province de Reggio de Calabre (UCI Europe Tour)[180].

- Escrime : Coupe du monde à Paris en France. Le Japon enlève le concours de fleuret par équipes[181].

- Football américain : Pro Bowl à Honolulu (Hawaï).

- Golf : 
  - PGA Tour. Farmers Insurance Open à La Jolla (Californie) aux États-Unis.
  - Tour européen PGA. L'Anglais Paul Casey remporte le Volvo Golf Champions à Bahreïn[182].

- Handball : Finale du Championnat du monde de handball masculin. France 37-35 Danemark. La France décroche sa quatrième couronne mondiale après prolongation[183].

- Hockey sur glace : 
  - Les Dragons de Rouen remportent la Coupe de France en s'imposant en finale à Bercy (Paris) face aux Ducs d'Angers. La décision s'est faite aux tirs au but (1-0) après un score d'égalité de 4-4[184].
  - 58e Match des étoiles de la Ligue nationale de hockey au RBC Center de Raleigh (Caroline du Nord) aux États-Unis.

- Luge : Championnats du monde à Cesana (Italie).
  - Les Autrichiens Andreas Linger et Wolfgang Linger gagnent le titre en double hommes[185].
  - L'épreuve de relais mixte par équipes est annulée pour des problèmes techniques[186].

- Saut à ski : Coupe du monde. L'Allemand Severin Freund remporte le concours individuel de Willingen (Allemagne)[187].

- Ski alpin : Coupe du monde. 
  - Le Croate Ivica Kostelić gagne le super combiné masculin à Chamonix (France)[188].
  - La descente féminine à Sestrières (Italie) est annulée en raison de fortes chutes de neige[189].

- Sport extrême : X Games à Aspen (Colorado) aux États-Unis.
  - La Finlandaise Enni Rukajärvi s'impose en Snowboard Slopestyle féminin[190].
  - La Canadienne Kelsey Serwa remporte l'épreuve de Skiing Skier X féminin[191].
  - L'Américain Mike Schultz s'impose en Snowmobile SnoCross Adaptive[192].
  - Le Canadien Sebastien Toutant remporte l'épreuve de Snowboard Slopestyle masculin[193].
  - L'Américain John Teller s'impose en Skiing Skier X masculin[194].
  - L'Américain Tucker Hibbert s'impose en Snowmobile SnoCross[195].
  - Le Canadien Josh Deuck gagne en Mono Skier X[196]
  - Le Suédois Daniel Bodin s'impose en Snowmobile Best Trick[197].
  - L'Américain Shaun White gagne en Snowboard SuperPipe masculin[198].

- Sport hippique : Ready Cash, drivé par Franck Nivard, remporte le Prix d'Amérique à l'Hippodrome de Vincennes[199].

- Tennis : Finale du tableau simple messieurs de l'Open d'Australie. Le Serbe Novak Djokovic (3) s'impose 6-4, 6-2, 6-3, sur le Britannique Andy Murray (5)[200].